# (2120) Тюмения
(2120) Тюмения (лат. Tyumenia) — типичный астероид главного пояса, который был открыт 9 сентября 1967 года советским астрономом Тамарой Смирновой в обсерватории Крыма и назван в честь Тюменской области, субъекта Российской Федерации в Западной Сибири.

Орбита астероида Тюмения и его положение в Солнечной системе
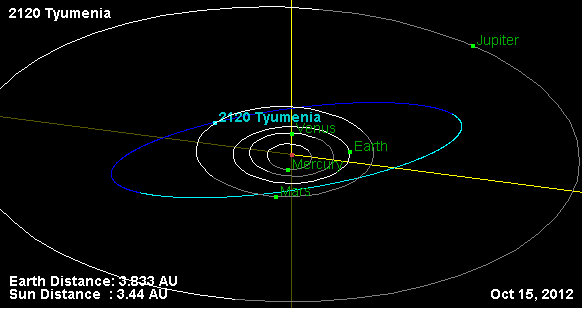
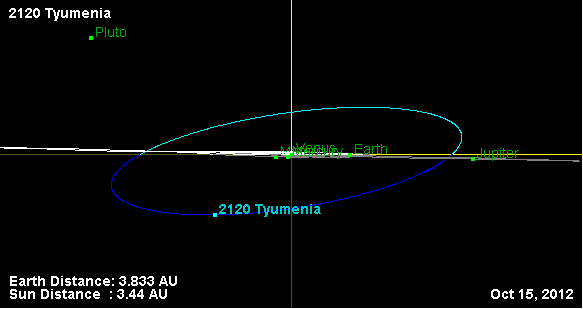